# 진실을 검색하다, 써치
《진실을 검색하다, 써치》는 2021년 6월 10일부터 2021년 8월 26일까지 방송된 탐사보도 프로그램이다.

## 기획 의도
각종 사건 사고를 심도 있게 취재하고 은폐된 진실과 침묵하는 이들에게 일침을 날리는 탐사보도 프로그램이다.

## 방송 일정
| 방송 채널 | 방송 기간                         | 방송 시간                    |
| --------- | --------------------------------- | ---------------------------- |
| MBN       | 2021년 6월 10일 ~ 2021년 8월 26일 | 매주 목요일 밤 11:00 ~ 12:10 |

## 진행자
- 김명준
- 표창원
- 김재철

## 에피소드 목록
- 1회, 2021년 6월 10일 : 신이 된 여자 - 청양 모녀사망 미스터리 / 나는 악마와 살았다! - 망치 폭행의 진실
- 2회, 6월 17일 : 내 아들을 죽였나? / 이장 성폭행 사건의 전말
- 3회, 6월 24일 : 목숨을 빼앗은 중고차 허위매물
- 4회, 7월 1일 : 3명의 남자와 결혼을 약속한 여인
- 5회, 7월 8일 : 수술실의 X맨 유령 수술과 CCTV
- 6회, 7월 15일 : 입양아 아동학대 사건 – 제2의 정인이가 된 민영이 / 빨대족을 아시나요? - 보호 종료 아동에게 탈출구는 없는가?
- 7회, 7월 22일 : 갑질 남녀의 심리를 해부하다!
- 8회, 7월 29일 : 그녀를 믿지 마세요 - 주식 고수의 은밀한 제안 / 학교폭력, 죽음 부른 '기절 놀이'
- 9회, 8월 5일 : 출산의 대모 '아기 할매'의 숨겨진 비밀 / 40억 유산, 그리고 수상한 죽음
- 10회, 8월 12일 : 제주 어린이집 아동학대 사건 / 두얼굴의 청년, 동현씨
- 11회, 8월 19일 : 곰농장에서 무슨 일이? / 가력진 왕국, 요양원 노인 학대
- 12회, 8월 26일: 한 아파트, 두 회장님 / 그 많은 고양이는 누가 죽었나?

## 같이 보기
관련 항목
- 탐사보도

방송 프로그램
- 추적 60분 - 종영
- 시사멘터리 추적
- 9층 시사국
- 시사기획 창
- 시사매거진 2580 - 종영
- 탐사기획 스트레이트
- SBS 뉴스토리
- 스페셜 탐사 스포트라이트
- 스토리 추적 M
- 탐사보도 세븐
- 나는 SOLO
- 세계는 그리고 우리는, 주말 와이드 성경섭입니다, 좋은 주말, 아침 & 뉴스 류수민입니다 (MBC 표준FM)